# Yate
Pour les articles homonymes, voir Yate (homonymie).
Yate est une ville du Royaume-Uni située dans le South Gloucestershire, au sud des Cotswolds. Elle compte 21 789 habitants (2001).
C'est la ville de naissance de l'écrivaine J. K. Rowling.

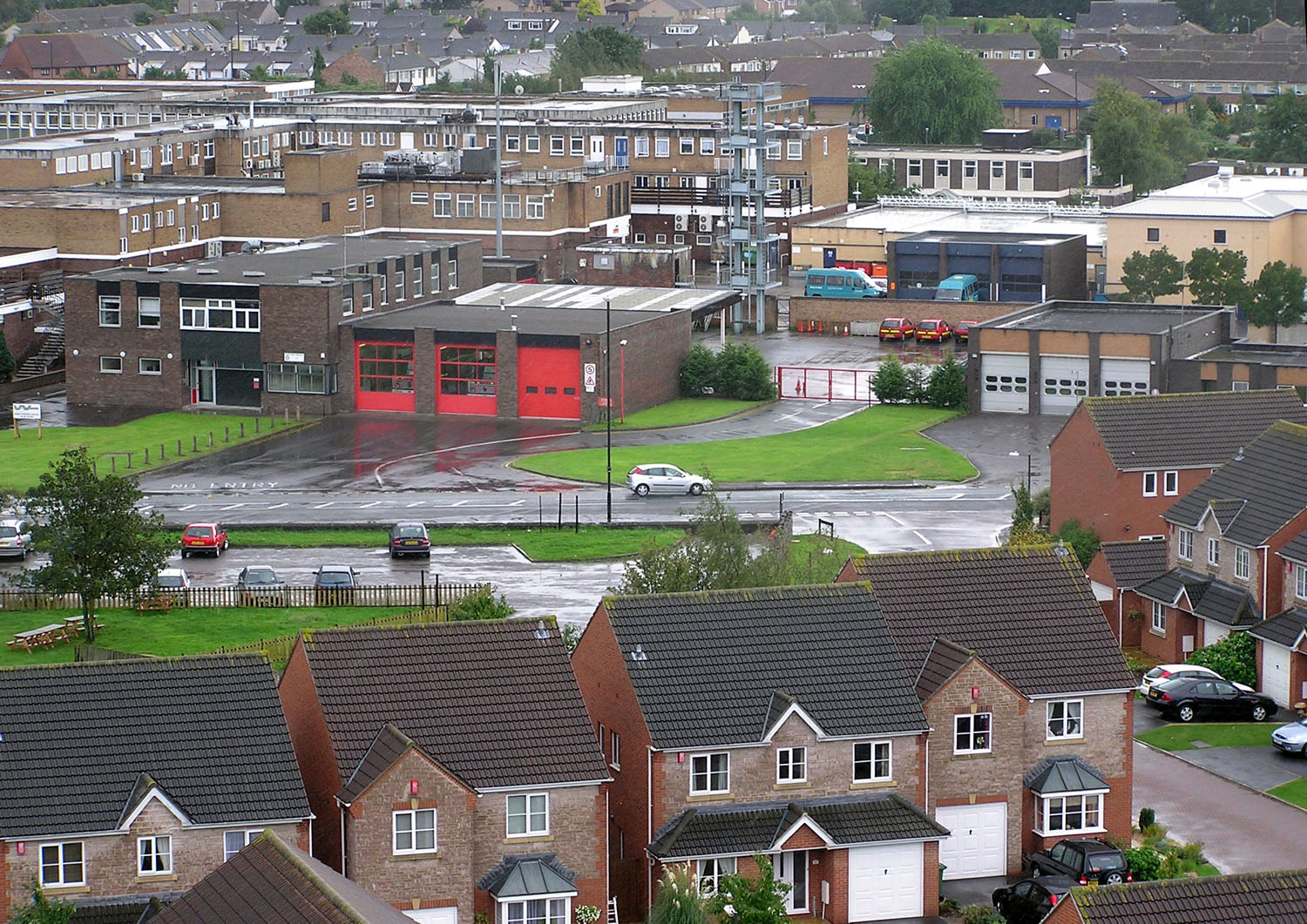
Vue partielle de Yate, avec la station des sapeurs-pompiers